# Paik Sun-yup
Paik Sun-yup (tiếng Triều Tiên: 백선엽, Hanja: 白善燁, phiên âm Hán Việt: Bạch Thiện Diệp, 23 tháng 11 năm 1920 – 10 tháng 7 năm 2020) là một cựu tướng lĩnh quân đội nổi tiếng của Hàn Quốc.
Ông nổi tiếng nhờ những chiến công hiển hách trong chiến tranh Triều Tiên và cũng vì thế mà ông trở thành vị tướng bốn sao đầu tiên trong lịch sử quân sự Hàn Quốc. Em trai của ông là Paik In-Yup cũng từng tham gia vào Lục quân Hàn Quốc trong chiến tranh Triều Tiên, là chỉ huy trung đoàn độc lập số 17 trong trận Ongjin và cuộc đổ bộ vào Inchon.

## Tiểu sử

### Tuổi trẻ và sự nghiệp
Paik sinh ngày 23 tháng 11 năm 1920 dưới thời Triều Tiên thuộc Nhật tại Kangsŏ-gun, P'yŏngan Nam, ngày nay là thành phố Nampo, Bắc Triều Tiên. Ông là con thứ hai trong gia đình gồm một chị gái và một em trai. Năm 1925, gia đình ông chuyến đến Bình Nhưỡng nơi họ phải sống khổ sở trong một căn phòng thuê. Không nuôi nổi gia đình, cha của ông có ý định ôm các con nhảy cầu tự tử trên sông Đại Đồng nhưng may mắn thay, chị gái ông đã thuyết phục cha ông từ bỏ ý định đó.
Cha và chị gái của ông đã phải làm việc tại nhà máy cao su để kiếm tiền cho ông đi học. Ông đã học tại trường tiểu học Mansu bốn năm trước khi chuyển sang trường tiểu học Yaksong. Sau đó ông theo học 5 năm tại trường tiêu chuẩn Bình Nhưỡng, được đào tạo để trở thành một giáo viên năm 1939.
Thay vì làm một giáo viên, ông đã vào Học viện Quân sự Mãn Châu của Mãn Châu quốc. Sau khi tốt nghiệp, ông trở thành sĩ quan Lục quân Đế quốc Mãn Châu quốc, phục vụ trong lực lượng đặc biệt Gando. Ông có nhiệm vụ tiêu diệt quân du kích cộng sản tại Giá Giang (phía đông Mãn Châu). Paik Sun-yup đã tham gia các chiến dịch quan trọng của Nhật Bản ở miền bắc Trung Quốc trong vòng 10 tháng từ 1944 đến 1945.
Sau khi thế chiến thứ hai kết thúc, ông trở về Bình Nhưỡng nhưng đến tháng 12 năm 1945 thì di cư xuống miền nam vì ông lo sợ việc chủ nghĩa cộng sản trỗi dậy sẽ đe dọa đến sự an toàn của ông. Tại Nam Hàn, ông được bổ nhiệm thượng úy cảnh sát, tiền thân của Quân đội Hàn Quốc. Ông có nhiệm vụ xây dựng các lực lượng du kích, đàn áp những người lính cộng sản và thanh trừng những người cánh tả trong quân đội.

## Chiến tranh Triều Tiên

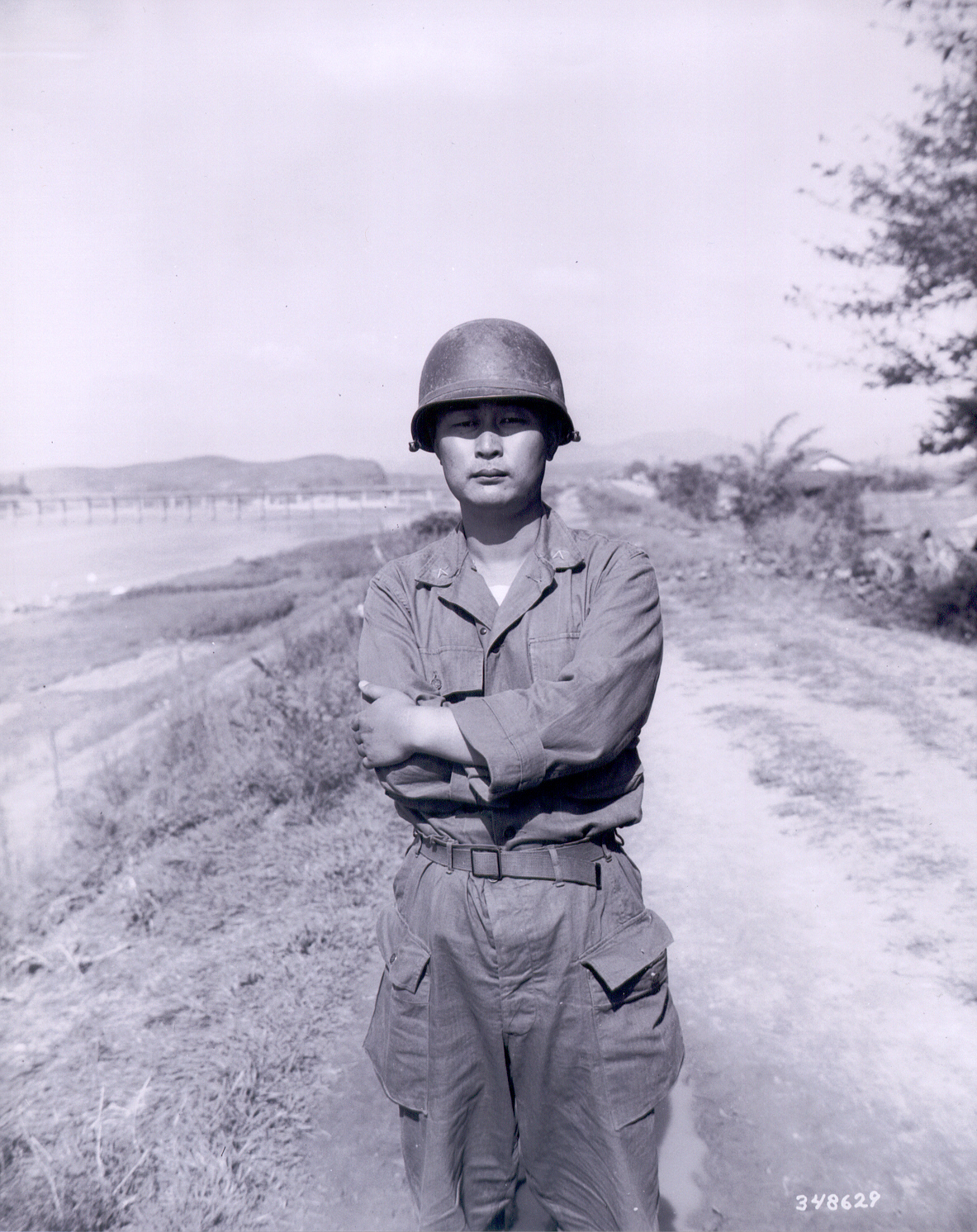
Paik tại Daegu năm 1950

Khi chiến sự nổ ra ngày 25 tháng 6 năm 1950, ông được phân công phòng thủ Seoul với tư cách sĩ quan chỉ huy Sư đoàn Bộ binh số 1. Cuối cùng ông phải rút xuống Gyeongsang Nam nhưng đã có những đóng góp quan trọng cho việc phòng thủ vành đai Busan, đặc biệt là chiến thắng tại làng Dabudong.
Khi hành quân lên phía bắc, sư đoàn 1 của ông trực thuộc quân đoàn I Hoa Kỳ là đơn vị đầu tiên tiến vào Bình Nhưỡng ngày 19 tháng 10. Ông là một trong những sĩ quan đầu tiên nhận thấy việc Trung Quốc tham gia vào cuộc chiến. Chịu trách nhiệm phòng thủ tây bắc Triều Tiên nhưng ông đã bị đẩy lui bởi quân đội Trung Quốc áp đảo.
Tháng 4, 1951, Paik được bổ làm chỉ huy Quân đoàn I Hàn Quốc đảm trách phía đông Triều Tiên. Tháng 7, 1951, Paik được chọn để đại diện cho quân đội Hàn Quốc tại cuộc đối thoại ngừng bắn Kaesong nhưng hội nghị này không đem lại kết quả.
Tháng 11, lực lượng đặc nhiệm Paik được thành lập để tiêu diệt du kích cộng sản ở Jirisan. Chiến dịch này kết thúc thành công tháng 3 năm 1952. Nhờ chiến công này ông được đề bạt lên cấp trung tướng và lực lượng đặc nhiệm Paik được chuyển thành quân đoàn II Hàn Quốc. Sau đó ông được chỉ định làm Tham mưu trưởng Lục quân tháng 7 năm 1952. Ông đã hiến dâng bản thân cho việc xây dựng quân đội Hàn Quốc. Tháng 1 năm 1952, ông được thăng hàm đại tướng, trở thành tướng bốn sao đầu tiên của quân đội Hàn Quốc.

## Sự nghiệp hậu chiến

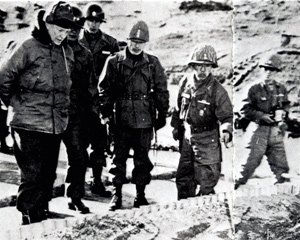
Dwight D. Eisenhower, Kim Baik-Il, Paik Sun-yup và Chung Il-kwon trong chiến tranh Triều Tiên

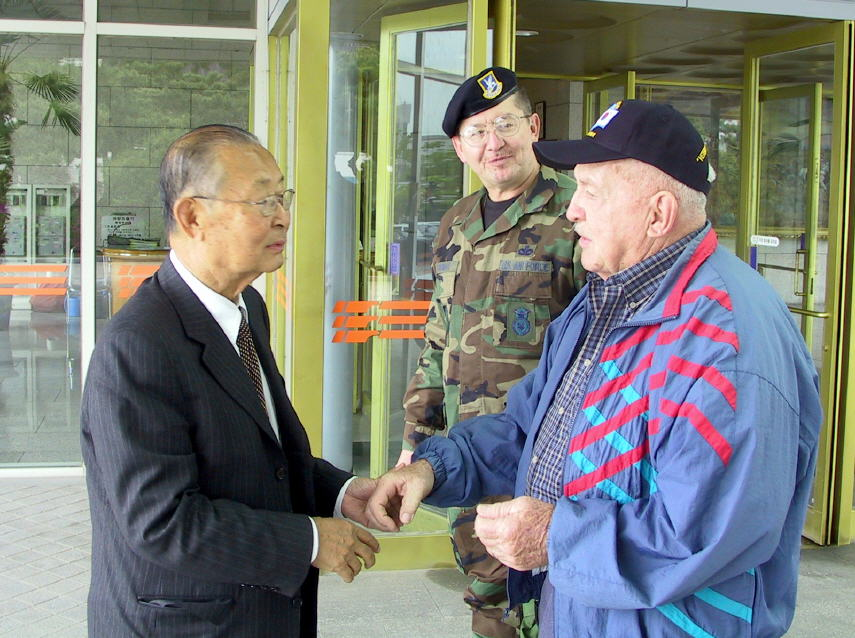
Paik Sun-yup vào tháng 5 năm 2002

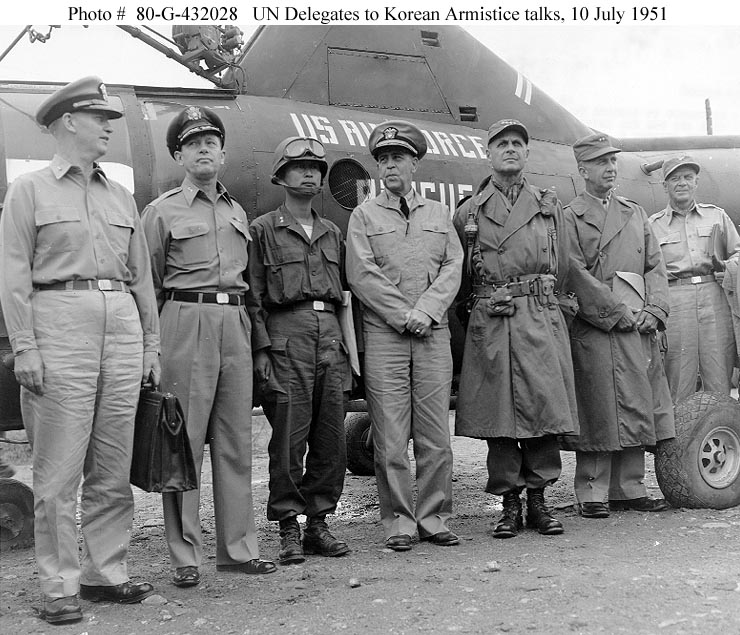
Paik trong một phái đoàn đình chiến năm 1951

Paik đã giữ các chức vụ như chỉ huy quân đoàn I, tham mưu trưởng lục quân, tham mưu trưởng liên quân Đại Hàn Dân Quốc cho đến khi ông rời khỏi các chức vụ quân đội tháng 5 năm 1960.
Ông là đại sứ tại Trung Hoa Dân quốc (Đài Loàn) năm 1960, Pháp năm 1961, và Canada năm 1965. Từ 1969 đến 1971, ông giữ chức Bộ trưởng Bộ vận tải và đã khởi động việc xây dựng tàu điện ngầm Seoul. Năm 1970, ông phải đối phó với một vụ cướp máy bay của hãng Japan Airlines do Hồng quân Nhật Bản thực hiện tại sân bay quốc tế Gimpo. Ông đã tham gia vào việc xây dựng khu tưởng niệm chiến tranh tại Yongsan-gu, mở cửa năm 1990.
Tướng Paik là tác giả của cuốn sách "Từ Pusan đến Panmunjom: những hồi ký thời chiến của tướng bốn sao đầu tiên của Đại Hàn Dân Quốc" (Dulles, VA: Brassey's, 1992): ISBN 978-1-57488-202-5.
Ông qua đời ngày 10 tháng 7 năm 2020, hưởng thọ 99 tuổi.